# Танагра венесуельська
Тана́гра венесуельська (Tangara rufigenis) — вид горобцеподібних птахів родини саякових (Thraupidae). Ендемік Венесуели.

## Поширення і екологія
Венесуельські танагри мешкають в горах Прибережного хребта на півночі Венесуели , від південної Лари до Каракаса. Вони живуть у вологих гірських тропічних лісах, на висоті від 900 до 2100 м над рівнем моря. Живляться комахами, павуками та іншими безхребетними.